# MSC Armonia
Le MSC Armonia est un navire de croisière  de Classe Lirica construit en 2000 par les Chantiers de l'Atlantique de Saint-Nazaire pour la société MSC Croisières.
Le MSC Armonia est le sister-ship des MSC Lirica, MSC Opera et MSC Sinfonia. C'est également le sister-ship agrandi de l'AIDAmira.
Il dispose de 13 ponts, pour une capacité totale de 4233 passagers en plus des 900 membres d’équipage. Le bateau mesure 295 mètres de long et permet une vitesse de croisière de 30,8 nœuds. 
En novembre 2013, MSC Croisières annonce que les MSC Armonia, MSC Lirica, MSC Opera et MSC Sinfonia vont être allongés de 24 mètres par Fincantieri.  Les travaux d'agrandissement ont eu lieu en 2015. Ainsi, 200 cabines ont été ajoutées mais aussi de nouveaux espaces publics dont un restaurant.

## Historique
Lancé en juin 2001 sous le nom European Vision, il fut initialement commandé aux chantiers de l'Atlantique à Saint-Nazaire par Festival Cruises. Il fut racheté par MSC Croisières en 2004, après la déclaration de faillite du groupe Festival en juillet de la même année.
En avril 2018, le bateau heurte le quai du port de Roatán au Honduras, le quai est détruit. Malgré la violence de la collision, le MSC Armonia ne souffre que de dégâts minimes et peut continuer sa croisière.

## Description
L'équipement du navire comprend :
- 13 ponts dont 9 passagers
- 9 ascenseurs
- Systèmes afin de réduire les vibrations et la réduction du bruit dans les lieux publics.
- 132 suites avec balcon privé
- 2 suites familiales avec hublot
- 371 cabines extérieures
- 272 cabines intérieures
- TV interactive, minibar, coffre-fort, radio, salle de bains avec douche ou baignoire, sèche-cheveux, climatisation et chauffage, téléphone et Internet sans fil.
- Services (accueil, bureau d'excursions, centre médical)
- Chambres / salles de conférence (théâtre La Fenice de 600 places, un centre d'affaires avec 190 sièges)

- 4 restaurants
- 8 bars dont deux externes

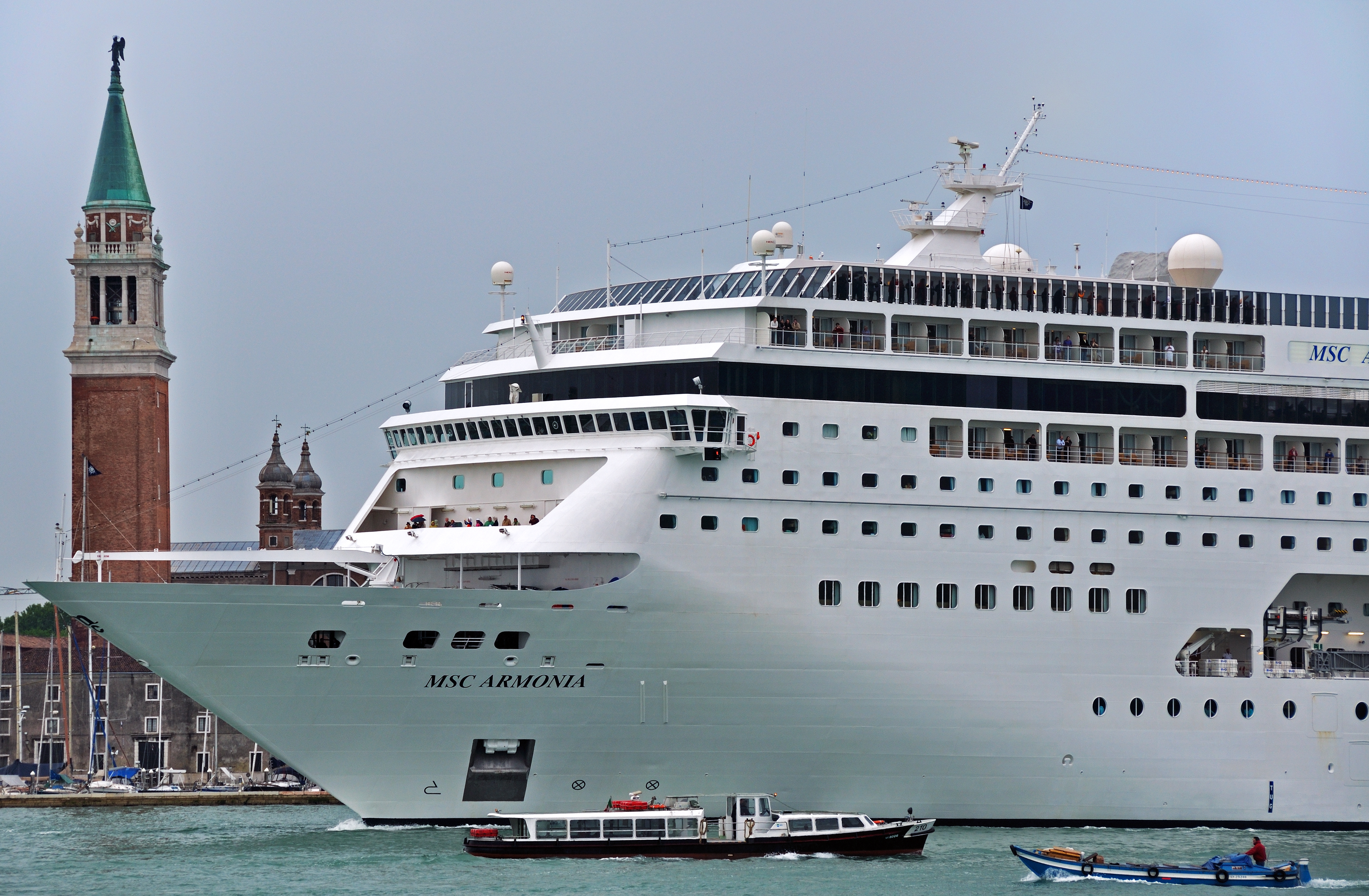
MSC Armonia dans le Grand Canal de Venise. 2009

- Centre de beauté (thalassothérapie, hammam, sauna, salle de gym, massage, salon de beauté, salon de coiffure, musculation, salle de fitness)
- Sport : piste de jogging, jeu de palets, mini-golf, centre sportif
- Plaisir : boutiques, cafés internet, casino, discothèque, salle de jeux, bibliothèque, aire de jeux et mini-club

## Sister-ships
- MSC Sinfonia (ex-European Stars)
- MSC Opera
- MSC Lirica